# مصطفى بابل
مصطفى بابل (بالتركية: Mustafa Balel)؛ (1 سبتمبر 1945 -)، روائي تركي. كان له القصص والمقالات والترجمات المنشوره في الصحف والمنشورات الصادرة في يوغوسلافيا وبلغاريا وفرنسا والبرازيل. وقد ترجم العديد من الروايات والقصص القصيرة للغة الفرنسية. 
في قصص والانظار مع قدرته على الجمع بين تقنيات القصة المعاصرة له السيطرة التقليدية على رواية ناجحه مع
التحليل النفسي. في أعماله، يلاحظ انه يشير إلى وجود هيكل تقليدي أمومي خلسه في مجتمع أبوي معروف تماما.
مصطفى باليل فاز «قصة جائزة الإنجاز» في الدورة الثانية عشرة لمهرجان انطاليا مع قصته بلوم (1975) وجائزة الإنجاز في مسرحية اجراها تركي الاوبرا والبالية مع المءسسه له به اليوم (إلى (1984).

## يعمل
القصة:
- Kurtboğan (مونكشود 1974)،
- Kiraz Küpeler (اقراط الكرز 1977)
- Gurbet Kaçtı Gözüme) على أراض أجنبية في عيني، 1983)
- ترإنساناتولين جنيه (ترإنساناتوليا، 1988،
- بالفرنسيه، باريس)، تورونكو بورا (بورا، برتقاليه اللون، 1992)
- Karanfilli Ahmet Güzellemesi (مدح أحمد مع القرنفل، 2005

رواية:
- Peygamber Çiçeği (وردة الذرة، 1981)
- Asmalı Pencere (النافذة مع الكرمة، 1984).

أطفال رواية:
- Bizim Sinemamız Var) ولكن لدينا سينما، 1979)
- Cumartesiye Çok Var mı (هل منذ السبت؟ 1981)
- Nöbetçi Ayakkabıcı Dükkânı (شوميكر لتخزين مفتوحة 24 ساعة، 2005)

السفر الادب:
- Bükreş Günleri (أيام بوخارست، 1985)

## الصلات
- مسؤول الموقع الشخصي